# یخ‌گریزی
یخ‌گریزی (به انگلیسی: Icephobicity) توانایی یک سطح جامد برای دفع یخ یا جلوگیری از تشکیل یخ به علت ساختار توپوگرافی سطحی (شکل سطحی) معین است.

## تاریخچه
کلمه «یخ گریز» برای اولین بار دست کم در سال ۱۹۵۰ استفاده شد؛ اگرچه، پیشرفت در سطح‌های میکرو الگویی منجر به افزایش علاقه نسبت به یخ گریزی از سال ۲۰۰۰ میلادی شده‌است.
طی دهه‌های اخیر، محققان تلاش کرده‌اند که روش‌های سنتی (حرارتی، مکانیکی و شیمیایی) یخ‌زدایی را بهبود بخشند. در میان این روش‌ها، مواد کاهش دهندهٔ نقطه انجماد (نمک، اسپری‌های شیمیایی) برای بزرگراه‌ها و مایعات یخ‌زدا (اتیلن و پروپیلن گلیکول) برای هواپیماها دارای مشکلاتی ازجمله فراوانی کاربرد، هزینه و سمیت هستند. روش‌های دیگر، که به ویژه در خطوط انتقال کاربرد دارند، از جمله لرزش مکانیکی کابل‌ها، گرم شدن ژول رساناها و الکترولیز مؤثر هستند اما مقدار قابل توجهی انرژی مصرف می‌کنند و نیاز به نظارت بر خطوط و مداخلات در محل دارند. علاوه بر این، هیچ‌یک از این تکنیک‌ها مانع از تشکیل یا تجمع یخ در مرحله اول نمی‌شوند. جلوگیری از ایجاد یخ روی سطوح در دمای زیر صفر ممکن است با تولید پوشش‌هایی که به‌طور ذاتی یخ گریز هستند، میسر شود. از این رو، درک سطح مشترک یخ-جامد باید یک جنبه مهم در دستیابی به سطوح یخ‌گریز در نظر گرفته شود. چسبندگی شدید یخ به مواد عمدتاً خاصیت سطح مشترک یخ-جامد است که در آن مولکول‌های قطبی یخ به شدت با سطح جامد برهم‌کنش دارند. بین سه فرایند فیزیکی درگیر در چسبندگی یخ، یعنی پیوندهیدروژن نیروهای وان‌دروالس و برهم‌کنش‌های مستقیم الکترواستاتیک، به نظر می‌رسد که آخرین مورد غالب است. انرژی متقابل الکترواستاتیک بین یخ و فلزات به‌طور قابل توجهی بالاتر از انرژی پیوند شیمیایی و نیروهای وان‌دروالس است.
علاوه بر تأثیر نیروهای الکترواستاتیک بر چسبندگی یخ، مورفولوژی (شکل ذرات) و ترکیب سطح جامد یخ زده نقش مهمی ایفا می‌کند. مطالعاتی به منظور درک نقش زبری سطح در یخ‌گریزی با استفاده از مفهوم فوق‌آبگریزی در حال انجام است.

## یخ‌گریزی در مقایسه با آب‌گریزی
عبارت "یخ‌گریزی" شبیه به عبارت "آب‌گریزی" یا دیگر ".... گریزی"‌ها در شیمی فیزیک است (روغن‌گریزی، چربی‌گریزی،...). یخ‌گریزی متفاوت از یخ‌زدایی و ضدیخی است؛ بر خلاف سطوح ضدیخ، به عملیات خاص یا پوشش‌های شیمیایی به منظور جلوگیری از تشکیل یخ نیاز ندارد
.
مشابهت‌های بیشتری بین آب‌گریزی و یخ‌گریزی وجود دارد. آب‌گریزی برای «اثر آب‌گریز» و برهم‌کنش‌های آب‌گریز حیاتی است. برای دو مولکول آب‌گریز (به عنوان مثال، هیدروکربن‌ها) که در آب قرار داده شده‌است، به دلیل تعامل آنها با محیط آب، یک نیروی دفع مؤثر آب‌گریز، در اصل آنتروپیک وجود دارد. اثر آب‌گریز مسئول تا شدن پروتئین‌ها و سایرماکرو مولکول‌هاست که به شکل پیچیده آنها منجر می‌شود. در حین شکل‌گیری کریستال یخ (دانه برف)، هماهنگ‌سازی رشد شاخه به دلیل تعامل با محیط (بخار فوق‌اشباع شده) اتفاق می‌افتد - تا حدودی شبیه به اثر آب‌گریز است - دفع ظاهری ذرات آب‌گریز به دلیل تعامل آنها با محیط (آب)
در نتیجه، علی‌رغم وجود اشکال بسیار متنوع برف و اینکه "هیچ دو دانه برفی شبیه یکدیگر نیست "، بیشتر کریستال‌های برفی متقارن با هر یک از شش شاخه تقریباً مشابه با پنج شاخه دیگر هستند. علاوه بر این، هر دو آب‌گریزی و یخ‌گریزی می‌توانند منجر به پدیده‌های کاملاً پیچیده‌ای شوند مانند تبلور یخ (دانه‌های برفی پیچیده)
به خاطر داشته باشید که هم برهم‌کنش‌های آب‌گریزی و هم تشکیل یخ از لحاظ ترمودینامیکی به دلیل حداقل شدن انرژی گیبس سطحی رخ می‌دهند.
آب‌گریزی خصوصیتی است که توسط زاویه تماس و انرژی سطح مشترک جامد-مایع، جامد-بخار و مایع-بخاراندازه‌گیری می‌شود و بنابراین یک خاصیت ترمودینامیکی است که معمولاً به‌طور کمی با زاویه تماس بیش از ۹۰ درجه تعریف می‌شود. آب‌گریزی متضاد با آب‌دوستی است اما برای یخ‌گریزی چنین تضادی وجود ندارد. یخ‌گریزی بیشتر شبیه فوق‌آب‌گریزی است.
همان‌طور که ناحیه تماس با آب در یک سطح فوق آبگریز ناچیز است، چنین سطوحی می‌توانند به‌طور مؤثر سطح تماس یخ را نیز کاهش دهند؛ بنابراین، چسبندگی یخ روی سطوح فوق آبگریز به میزان قابل توجهی کاهش می‌یابد.
مشاهده شده‌است که سطوح اصلاح شده با فلوئورین و پلی سیلوکسان کمترین میزان ترشدگی توسط آب و بهترین پتانسیل برای پوشش‌های یخ‌گریز را از خود نشان می‌دهد. همچنین گزارش شده‌است که تجمع برف روی سطوح فوق‌آب‌گریز نانوساختار در مقایسه با سطوح صاف، کاهش می‌یابد.

## خصوصیات کمی یخ‌گریزی
در انتشارات اخیر دربارهٔ این موضوع، سه رویکرد برای توصیف یخ‌گریزی ذکر شده‌است. اولاً، یخ‌گریزی به معنای نیروی چسبندگی کم بین یخ و سطح جامد است. در بیشتر موارد، تنش برشی بحرانی محاسبه می‌شود، اگرچه می‌توان از تنش نرمال نیز استفاده کرد. در حالی که تاکنون تعریف کمی صریحی برای یخ‌گریزی پیشنهاد نشده‌است، محققان سطوح یخ‌گریز را به عنوان آنهایی که استحکام برشی (حداکثر تنش) بین ۱۵۰ کیلوپاسکال تا ۵۰۰ کیلوپاسکال و حتی به کمی ۱۵٫۶ کیلوپاسکال دارند، مشخص می‌کنند.
دوماً، یخ‌گریزی به معنای توانایی جلوگیری از تشکیل یخ روی سطح است. چنین توانایی ای با اینکه آیا قطره ای از آب فوق تبریدشده (زیر دمای انجماد طبیعی ۰ درجه سانتیگراد) در سطح مشترک منجمد می‌شود یا نه، مشخص می‌شود. فرایند انجماد را می‌توان با تأخیر زمانی در هسته گذاری ناهمگن یخ مشخص کرد. مکانیسم انجماد قطرات کاملاً پیچیده‌است و می‌تواند به سطح دما و اینکه آیا سرد شدن قطره از سمت بستر جامد یا از بخار صورت گرفته‌است، بستگی داشته باشد.
سوماً، سطوح یخ‌گریز باید قطرات کوچک ورودی (مثلاً باران یا مه) را در دمای زیر نقطه‌انجماد دفع کنند.
این سه تعریف حاکی از آن است که سطوح یخ‌گریز باید الف) از یخ زدگی آب روی سطح جلوگیری کنند ب) از یخ‌زدگی آب ورودی جلوگیری کنند ج) در صورت تشکیل یخ، باید نیروی چسبندگی با جامد را تضعیف کنند تا یخ به راحتی از روی سطح زدوده شود. خاصیت ضدیخ بودن ممکن است به شرایطی مثل اینکه آیا سطح جامد از هوا / بخار سردتر است یا نه، گرادیان درجه حرارت چقدر است و اینکه آیا یک لایه نازک آب به دلیل اثرات مویرگی (کاپیلاری) تمایل به تشکیل روی سطح جامد را دارد یا نه و غیره بستگی داشته باشد.

## چسبندگی یخ
سازوکارهای مؤثر در چسبندگی یخ به سطوح به طورعمده شامل پیوندهای هیدروژنی، نیروهای بلند دامنه وان دروالسی، درگیری‌های مکانیکی و نیروهای الکترواستاتیک می‌باشند. باتوجه به اینکه سطح یخ باردار است، یخ موجب القای بار بر روی سطوح خصوصاً فلزی و ایجاد نیروهای الکترواستاتیک بین یخ و سطح می‌شود.
در دماهای منفی برروی سطح یخ یک لایه آب به وجود می‌آید به طوری که ضخامت آن با کاهش دما کاهش می‌یابد و در دماهای کمتر از ۲۸درجه این لایه ناپدید می‌شود. این لایه به عنوان یک لایه روان‌کننده عمل کرده و موجب لغزش آسان یخ بر روی سطح و در نتیجه کاهش چسبندگی آن به سطح می‌شود. البته لازم است ذکر شود که اگر ارتفاع ناهمواری‌های سطح بیشتر از ضخامت این لایه باشد در برابر لغزش یخ برروی لایه آب سد انرژی به وجود می‌آید.
زدودن یخ از سطح با سازوکار شکست حاصل می‌شود. اگر نیروی چسبندگی یخ به سطح زیاد باشد، شکست ممکن است در خود یخ اتفاق بیفتد که ناشی از لیز خوردن مرز دانه‌های بلوری یا عیوب یخ مانند ترک و حفره‌ها و تنش‌های داخلی ایجاد شده در طی فرایند انجماد می‌باشد. در این نوع شکست یک لایه نازک یخ در سطح زمینه مشاهده می‌شود. در غیر این صورت شکست در فصل مشترک یخ و سطح، که معمولاً شکاف‌ها در آنجا وجود دارد، می‌تواند اتفاق بیفتد که با جدا شدن یخ از فصل مشترک بدون بر جای گذاشتن اثری از خود شناسایی می‌شود. بر اساس مطالعات انجام شده روند کاهشی چسبندگی یخ به سطوح با افزایش زاویه تماس همیشه برقرار نیست بلکه چسبندگی یخ با پسماند زاویه تماس رابطه مستقیم و خطی دارد.

(الف) سطوح فوق آبگریز، که دارای دمای تشکیل یخ بالا و چسبندگی زیاد یخ هستند، (ب) سطح آلوده به مایع که چسبندگی یخ کم را نشان می‌دهد، اما از دوام مکانیکی رنج می‌برند، (ج) سطوح آبدار و غیر منجمد که مقاومت به چسبندگی یخ متوسط را نشان می‌دهد و دوام آنها هنوز مورد توجه قرار نگرفته‌است، و (د) سطوح موضعی تنش که نشان از چسبندگی یخ کم و دوام بالایی دارند.

## کاربردها
در هوای سرد، یخ زدن روی سطوح برخی از دستگاه‌ها مانند کابل برق، خط شبکه برق، بال هواپیما، کشتی، تهویه هوا و دروازه‌های برقی، به‌طور جدی بر عملکرد طبیعی آنها تأثیر می‌گذارد؛ بنابراین، توسعه فن‌آوری‌های ضدیخ به یک موضوع مهم تبدیل شده‌است که برای عملکرد امنیتی سیستم برق، پرواز بی‌خطر هواپیما و دریافت مطمئن سیگنال آنتن دارای اهمیت زیادی است.
یخ زدن در خطوط انتقال و توزیع ممکن است به شکست مکانیکی یا تخلیه الکتریکی مقره‌ها منجر شود و موجب قطع برق و خسارات عمده شود. در حقیقت، طوفان یخی که در ژانویه سال ۱۹۹۸ در شرق کانادا رخ داد، چندین میلیارد دلار خسارت به شبکه‌های برق وارد کرد.